# Meyenheim
Meyenheim (prononcé [majənajm]) est une commune française située dans la circonscription administrative du Haut-Rhin et, depuis le 1er janvier 2021, dans le territoire de la Collectivité européenne d'Alsace, en région Grand Est.
Cette commune se trouve dans la région historique et culturelle d'Alsace.
Elle fait partie du découpage social-économique dit du Sud-Alsace, puisque plus fortement influencé par le poids économique (industries, commerces, etc.) de Mulhouse, et aussi de Bâle, que par celui de Colmar.
Ses habitants sont appelés les Meyenheimois et les Meyenheimoises.

## Géographie
La commune de Meyenheim est située dans la plaine d'Alsace, sur les bords de l'Ill, à 17 km du Rhin avec la frontière franco-allemande et à 7 km du pied des Vosges, à mi-chemin entre la métropole économique du Haut-Rhin Mulhouse et la « capitale » administrative, préfecture, Colmar (distantes d'environ 20 km).
Son ban communal a la forme générale d'un rectangle de 6,8 km de longueur sur 2,2 km de largeur. La limite ouest avec la commune de Merxheim s'appuie sur le tracé du ruisseau du Wohlbach.
La topographie est peu contrastée et dominée par l'axe nord-sud. L'altitude maximale s'élève à 212 mètres d'altitude dans la partie sud-est du ban communal (au lieu-dit « Obere Harth ») et l'altitude minimale (208 mètres) se mesure à la sortie de l'Ill et de la Vieille Thur au nord de la commune. Dans le village, le repère de nivellement situé sur l'école bleue, à une hauteur de 40 cm du sol, indique une altitude normale de 211,442 m.
L’hydrographie de la commune est dominée par l'Ill qui s'écoule naturellement à Meyenheim ; elle suit un tracé artificialisé (endiguement) en aval afin de contenir les crues.

À l'ouest de l'Ill coule la vieille Thur dit « canal des XII moulins » en référence à l'exploitation de l'énergie hydraulique dont il a fait l'objet.

Encore plus à l'ouest, le petit ruisseau du Wohlbach forme la limite intercommunale entre Meyenheim et Merxheim.

À 1 km à l'est de l'Ill s'écoule le canal Vauban qui relie Neuf-Brisach à Ensisheim.

Malgré l'endiguement de l'Ill, la commune reste soumise aux risques de crues essentiellement dans sa partie nord, au niveau du franchissement de l'A35 qui forme un goulot d'étranglement.
La surface communale est dominée par la culture du maïs, de blé et de seigle.
Deux zones boisées couvrent la commune. La plus grande, la forêt communale de Meyenheim (une partie du bois de Rothleible) est située aux confins est de la commune. La plus petite, le bois dit Bayl, s'étend en une bande étroite le long de l'Ill, en allant vers Oberentzen.
La commune est desservie par l'A35 via le demi-échangeur de Meyenheim à la limite nord du ban et par l'échangeur d'Ensisheim-Meyenheim-Neuf-Brisach au nord d'Ensisheim, à 5 km. En outre, elle est traversée par la route départementale 201 qui prend un caractère de desserte régionale à hauteur de la commune. Sur un axe est-ouest, la RD 3bis conduit à Merxheim d'un côté et à Hirtzfelden de l'autre.
Meyenheim est également traversée par l'ancienne ligne de chemin de fer de Colmar-Sud à Bollwiller via Ensisheim sur sa partie ouest. Cette ligne neutralisée fait l'objet d'études en vue de sa réouverture au trafic voyageurs. Le village disposait d'une gare. Actuellement, la gare la plus proche se trouve à Merxheim sur la ligne Strasbourg-Mulhouse. Par ailleurs, les liaisons départementales de bus Mulhouse-Colmar et Oberhergheim-Guebwiller complètent efficacement la desserte en transports collectifs.

### Communes limitrophes
| Gundolsheim | Munwiller  | Oberentzen-Niederentzen |
| Merxheim    | Meyenheim  | Hirtzfelden             |
|             | Réguisheim |                         |

## Urbanisme

### Typologie
Au 1er janvier 2024, Meyenheim est catégorisée bourg rural, selon la nouvelle grille communale de densité à sept niveaux définie par l'Insee en 2022.
Elle est située hors unité urbaine et hors attraction des villes,.

### Occupation des sols
L'occupation des sols de la commune, telle qu'elle ressort de la base de données européenne d’occupation biophysique des sols Corine Land Cover (CLC), est marquée par l'importance des territoires agricoles (57,2 % en 2018), en diminution par rapport à 1990 (61,2 %). La répartition détaillée en 2018 est la suivante : 
terres arables (52,4 %), zones industrielles ou commerciales et réseaux de communication (18,7 %), forêts (15,6 %), zones urbanisées (7,7 %), zones agricoles hétérogènes (4,8 %), milieux à végétation arbustive et/ou herbacée (0,7 %). L'évolution de l’occupation des sols de la commune et de ses infrastructures peut être observée sur les différentes représentations cartographiques du territoire : la carte de Cassini (XVIIIe siècle), la carte d'état-major (1820-1866) et les cartes ou photos aériennes de l'IGN pour la période actuelle (1950 à aujourd'hui).

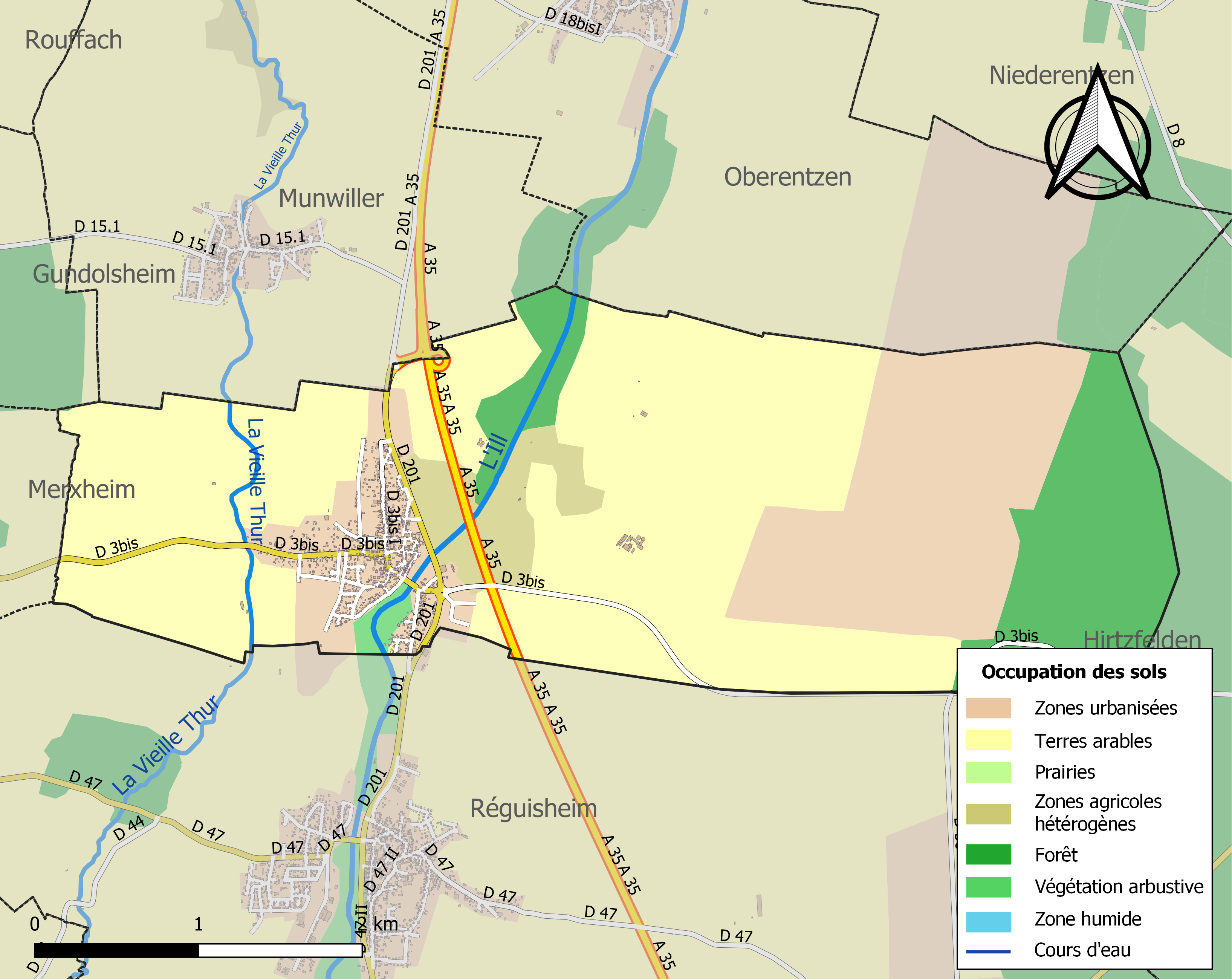
Carte des infrastructures et de l'occupation des sols de la commune en 2018 (CLC).

### Hydrographie

#### Réseau hydrographique
La commune est dans le bassin versant du Rhin au sein du bassin Rhin-Meuse. Elle est drainée par l'Ill, la Vieille Thur, le canal Vauban et le Wohlbach,,.
L'Ill, d'une longueur de 217 km, prend sa source dans la commune de Winkel et se jette  dans le Grand Canal d'Alsace à Offendorf, après avoir traversé 68 communes. Les caractéristiques hydrologiques de l'Ill sont données par la station hydrologique située sur la commune. Le débit moyen mensuel est de 15,4 m3/s. Le débit moyen journalier maximum est de 154 m3/s, atteint lors de la crue du 30 janvier 2021. Le débit instantané maximal est quant à lui de 159 m3/s, atteint le 14 novembre 2023.

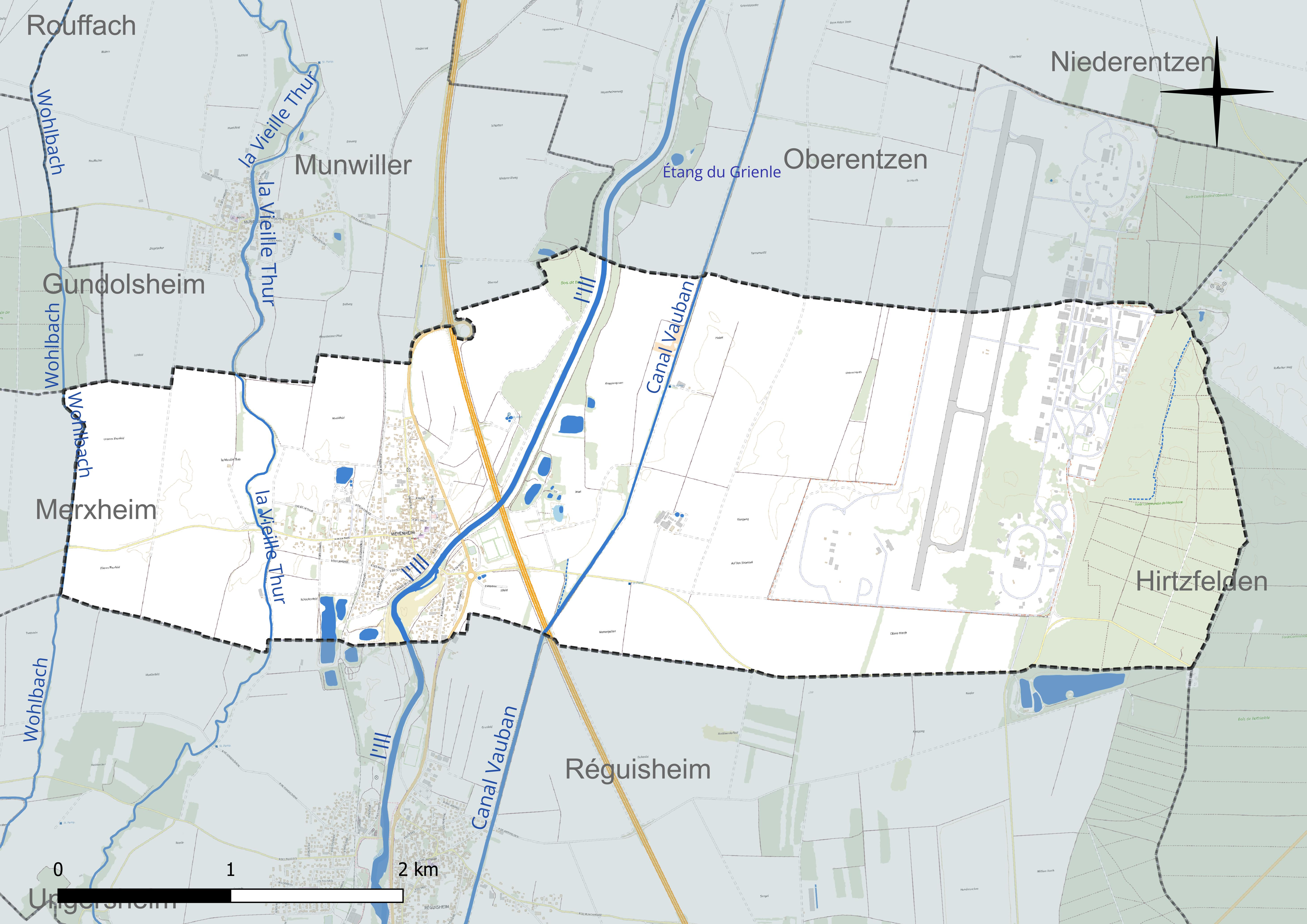
Réseau hydrographique de Meyenheim.

La Vieille Thur, d'une longueur de 26 km, prend sa source dans la commune de Pulversheim et se jette  dans la Lauch à Eguisheim, après avoir traversé 13 communes. 
Le canal Vauban, d'une longueur de 24 km, prend sa source dans la commune de Ensisheim et se jette  dans la rigole de Widensohlen à Neuf-Brisach, après avoir traversé 14 communes. 

#### Gestion et qualité des eaux
Le territoire communal est couvert par le schéma d'aménagement et de gestion des eaux (SAGE) « Ill Nappe Rhin ». Ce document de planification concerne la nappe phréatique rhénane, les cours d'eau de la plaine d'Alsace et du piémont oriental du Sundgau, les canaux situés entre l'Ill et le Rhin et les zones humides de la plaine d'Alsace. Le périmètre s’étend sur 3 596 km2. Il a été approuvé le 17 janvier 2005. La structure porteuse de l'élaboration et de la mise en œuvre est la région Grand Est. 
La qualité des cours d’eau peut être consultée sur un site dédié géré par les agences de l’eau et l’Agence française pour la biodiversité. 

### Climat
Pour des articles plus généraux, voir Climat du Grand Est et Climat du Haut-Rhin.
En 2010, le climat de la commune est de type climat des marges montargnardes, selon une étude du Centre national de la recherche scientifique s'appuyant sur une série de données couvrant la période 1971-2000. En 2020, Météo-France publie une typologie des climats de la France métropolitaine dans laquelle la commune est exposée à un climat semi-continental et est dans une zone de transition entre les régions climatiques « Vosges » et « Alsace ». 
Pour la période 1971-2000, la température annuelle moyenne est de 10,5 °C, avec une amplitude thermique annuelle de 17,7 °C. Le cumul annuel moyen de précipitations est de 640 mm, avec 8,2 jours de précipitations en janvier et 9,1 jours en juillet. Pour la période 1991-2020, la température moyenne annuelle observée sur la station météorologique installée sur la commune est de 11,3 °C et le cumul annuel moyen de précipitations est de 595,0 mm. 
La température maximale relevée sur cette station est de 40,9 °C, atteinte le 13 août 2003 ; la température minimale est de −24,8 °C, atteinte le 27 février 1986,,. 
| Mois                                  | jan.           | fév.             | mars           | avril           | mai             | juin          | jui.          | août           | sep.          | oct.            | nov.             | déc.            | année      |
| ------------------------------------- | -------------- | ---------------- | -------------- | --------------- | --------------- | ------------- | ------------- | -------------- | ------------- | --------------- | ---------------- | --------------- | ---------- |
| Température minimale moyenne (°C)     | −0,8           | −0,7             | 1,9            | 5,1             | 9,4             | 12,9          | 14,4          | 14             | 10,2          | 6,7             | 2,7              | 0,2             | 6,3        |
| Température moyenne (°C)              | 2,4            | 3,5              | 7,2            | 11,1            | 15,2            | 18,8          | 20,6          | 20,3           | 16,1          | 11,5            | 6,2              | 3,2             | 11,3       |
| Température maximale moyenne (°C)     | 5,6            | 7,6              | 12,6           | 17,1            | 21              | 24,7          | 26,7          | 26,5           | 22            | 16,3            | 9,8              | 6,3             | 16,4       |
| Record de froid (°C) date du record   | −22 19.01.1966 | −24,8 27.02.1986 | −16 01.03.1963 | −7,3 13.04.1986 | −3,1 01.05.1962 | 2,1 03.06.06  | 4 07.07.1962  | 3,2 29.08.1963 | −1 18.09.1971 | −7,6 31.10.1997 | −13,1 23.11.1998 | −19 28.12.1962  | −24,8 1986 |
| Record de chaleur (°C) date du record | 18,6 01.01.23  | 22,7 24.02.21    | 27,3 31.03.21  | 29,7 21.04.18   | 34,7 25.05.09   | 38,6 30.06.19 | 38,7 04.07.15 | 40,9 13.08.03  | 33,8 11.09.23 | 30,7 02.10.23   | 24 07.11.15      | 20,3 16.12.1989 | 40,9 2003  |
| Ensoleillement (h)                    | 713            | 992              | 1 563          | 1 894           | 2 101           | 2 344         | 2 513         | 2 327          | 1 811         | 1 218           | 722              | 626             | 18 822     |
| Précipitations (mm)                   | 33,1           | 30,6             | 34             | 42,8            | 69,8            | 66,2          | 62,8          | 60,8           | 51,3          | 56,8            | 43,6             | 43,2            | 595        |

| Diagramme climatique                                  |             |           |             |           |              |              |            |            |             |            |            |
| J                                                     | F           | M         | A           | M         | J            | J            | A          | S          | O           | N          | D          |
| 5,6−0,833,1                                           | 7,6−0,730,6 | 12,61,934 | 17,15,142,8 | 219,469,8 | 24,712,966,2 | 26,714,462,8 | 26,51460,8 | 2210,251,3 | 16,36,756,8 | 9,82,743,6 | 6,30,243,2 |
| Moyennes : • Temp. maxi et mini °C • Précipitation mm |             |           |             |           |              |              |            |            |             |            |            |

Les paramètres climatiques de la commune ont été estimés pour le milieu du siècle (2041-2070) selon différents scénarios d'émission de gaz à effet de serre à partir des nouvelles projections climatiques de référence DRIAS-2020. Ils sont consultables sur un site dédié publié par Météo-France en novembre 2022.

### Températures
La moyenne annuelle des températures est de 9,9 °C ce qui situe la station de Meyenheim dans une moyenne basse pour la France. La chaleur estivale ne compense pas la faiblesse des températures hivernales.
Janvier est le mois le plus froid avec une moyenne légèrement positive de +1 °C. En France, seules les zones de montagnes et quelques zones de plaines, comme la « ceinture froide de la France » (de Langres à Belfort) ou comme le plateau lorrain sont plus froides. Le record de froid s'établit à −24,8 °C sous abri à Meyenheim le 27 février 1986.

Les froids les plus sévères se produisent lorsque la bise de nord-est amène du froid en provenance de Russie.

- Le 4 février 2012, on relevait au petit matin −21 °C sous abri (−25 °C au sol) à Meyenheim, avec une bise de 36 km/h. Ce flux d'air froid provenant de Russie a été apporté par la bise pendant plus d'une semaine.

- Le 14 février 2013, lors d'une courte offensive de la bise, on a relevé −13,5 °C sous abri à Meyenheim (−18 °C au sol).
La station de Meyenheim enregistre 18 jours par an sans dégel, c'est-à-dire des journées pendant lesquelles les températures restent inférieures à 0 °C. C'est une valeur assez élevée pour la France, seules Belfort (23 jours), Langres (23 jours) et Phalsbourg (28 jours) ont des valeurs plus élevées.
La température en plaine est habituellement plus élevée qu'en montagne dans les Vosges. Il arrive quelquefois, en hiver ou en automne que la plaine d'Alsace subisse des inversions de températures par rapport aux sommets vosgiens. La nuit, lors d'un rayonnement infrarouge, la masse d'air située à basse altitude se refroidit plus vite que la masse d'air située en altitude. Ainsi en début de matinée d'hiver, la température relevée en plaine peut être bien plus basse qu'en montagne.
Il arrive alors fréquemment qu'une couverture de nuages bas se forme en début de matinée et qui persiste toute la journée, empêchant le rayonnement solaire d'atteindre le sol. Les températures ne s'élèvent pas, contrairement aux zones de montagne, situées au-dessus de la couche nuageuse. Lors de ces phénomènes, la différence de température peut atteindre exceptionnellement 15 °C entre la plaine et la montagne. On peut alors randonner en T-shirt sous le soleil dans les Vosges alors que la plaine est noyée dans un brouillard givrant.

- Le 13 décembre 2013 à 14 h, on relevait −2 °C à Meyenheim et +5 °C à Saint-Louis (271 m).

- Le 15 novembre 2012 à 14 h, il faisait +4 °C à Meyenheim, +8 °C à Saint-Louis (271 m) et +10 °C au Feldberg (1 493 m).

- Le 10 janvier 2009 à 8 h, il faisait −13 °C à Meyenheim et −1 °C au Feldberg (1 493 m) ; à 14 h, il faisait −4 °C à Meyenheim et +3 °C au Feldberg.
Juillet est le mois le plus chaud avec une température moyenne maximale de +25 °C, ce qui classe la station de Meyenheim comme étant la plus chaude (ex æquo avec Laval et Strasbourg) au nord d'une ligne allant de Saint-Nazaire à Mulhouse.
Les températures minimales de juillet se situe dans la moyenne de celles relevées en France à la même latitude.
Les températures maximales peuvent devenir caniculaires et difficilement supportable à cause d'un taux d'humidité relativement élevé. Il n'est pas rare qu'en été, les températures les plus élevées en France soient relevées dans la plaine d'Alsace.
Les plus fortes températures se produisent lors d'un flux de sud / sud-ouest.

- Le 27 juillet 2013 et également le 4 juillet 2015, on a relevé +38,7 °C à Meyenheim (mesure la plus élevée de France ce jour-ci)

- Le 13 août 2003, la température atteint +40,9 °C à Meyenheim.
Meyenheim compte 52 jours par an de chaleur (T°>+25 °C) ce qui est une valeur remarquable. On ne dépasse ce niveau que dans le Sud-Ouest, dans la vallée du Rhône et sur le pourtour méditerranéen. Il est à remarquer que cette fréquence de jours de chaleur chute à 43 pour Strasbourg et Saint-Louis.

### Précipitations
Les précipitations sont faibles. La moyenne annuelle ne s'élève qu'à 607,3 mm d'eau, ce qui en fait un des secteurs les plus secs de France. La répartition des pluies est assez hétérogène tout au long de l'année, avec néanmoins un creux en période hivernale et un pic en mai, dû aux orages.
Il y pleut en moyenne 161 jours par an. Les mois les plus pluvieux (non en quantité) sont mai et juillet.
Le climat d'abri est dû aux Vosges qui forment une barrière contre les nuages venant de l'ouest. Une quantité impressionnante de pluie s'abat alors sur le versant lorrain des Vosges. Une fois que la perturbation a franchi les crêtes vosgiennes, par descendance et effet de foehn, la masse d'air s'assèche et se réchauffe. Le foehn, vent doux et sec, souffle assez fréquemment lorsque survient une perturbation venant de l'ouest. Sa force est alors d'environ 40 km/h sur Meyenheim. Très rarement, le foehn peut atteindre une force équivalente à une tempête.
Lorsque survient le vent de foehn, la couverture nuageuse au-dessus du massif vosgien est dense et menaçante alors que des trouées de ciel bleu apparaissent au-dessus de Meyenheim et de toute la plaine alsacienne.
Arrivant du sud ou de l'ouest, on peut voir se former un Trou de foehn au-dessus du village. Néanmoins, ce phénomène se produit plus souvent au nord de Meyenheim, au-dessus du secteur de Colmar.
Si on observe les radars des précipitations, on remarque fréquemment que les pluies venant d'ouest s'estompent en passant les Vosges.
Bien que situé à une vingtaine de kilomètres de Colmar et de Mulhouse, Meyenheim reçoit un peu plus de précipitations que la ville de Colmar (530 mm) et moins que la ville de Mulhouse (710 mm).
Meyenheim est en effet un peu moins protégé que Colmar par les perturbations venant du sud-sud-ouest. Déjà Oberentzen, situé à 5 km au nord de Meyenheim reçoit 10 mm de précipitation en moins.
Les crêtes des Vosges, situées à une trentaine de kilomètres à l'ouest de Meyenheim, reçoivent une quantité impressionnante de pluie. Il s'abat en moyenne 2 221 mm d'eau par an sur le ballon d'Alsace, ce qui en fait le 3e endroit le plus arrosé de France, après le mont Aigoual (2 280 mm) et le col du Lioran (2 260 mm).
Les précipitations les plus fortes ont lieu lorsque les perturbations proviennent du sud-sud-ouest ou lorsqu'il se produit le phénomène, peu fréquent, de  retour d'est (les nuages souvent chargés d'eau restent alors bloqués sur .
Les précipitations neigeuses peuvent se produire de mi-novembre à début avril, bien que la neige soit déjà tombée en octobre ou en mai. Janvier et février sont les mois les plus enneigés, la moitié des précipitations se produit sous forme de neige.
Les orages empruntent des trajets préférentiels, la topographie alsacienne crée un corridor à orages. 26 orages frappent en moyenne Meyenheim chaque année.
- La plaine d'Alsace sera particulièrement touchée si un front orageux arrive du sud-ouest.
- La plaine peut connaitre également des orages par débordements orageux provenant des Vosges.

### Ensoleillement
Le taux d'ensoleillement est assez modeste à Meyenheim. Avec 1 799 h de soleil par an, la station a le même ensoleillement que Reims, Chartres et le nord de la Bretagne. L'ensoleillement est plus faible à Strasbourg (1 682 h) à cause des brouillards qui y sont plus persistants qu'à Meyenheim. En revanche, Saint-Louis connait moins de brouillard d'où un taux d'ensoleillement supérieur de 70 h.

50 % des heures sont ensoleillées en juillet et seulement 18 % en décembre.

Meyenheim compte 65 jours par an sans le moindre rayon de soleil et 67 jours de brouillard par an.

### Relevés météorologiques de la station de Meyenheim
La station météorologique de Météo-France installée sur la commune et mise en service en 1957 permet de connaître en continu l'évolution des indicateurs météorologiques. Le tableau détaillé pour la période 1981-2010 est présenté ci-après.
| Mois                                  | jan.            | fév.             | mars           | avril           | mai             | juin          | jui.          | août           | sep.          | oct.            | nov.             | déc.            | année      |
| ------------------------------------- | --------------- | ---------------- | -------------- | --------------- | --------------- | ------------- | ------------- | -------------- | ------------- | --------------- | ---------------- | --------------- | ---------- |
| Température minimale moyenne (°C)     | −1,4            | −1,2             | 2              | 4,8             | 9,3             | 12,3          | 14,2          | 13,7           | 10,2          | 6,8             | 2,2              | −0,2            | 6,1        |
| Température moyenne (°C)              | 1,7             | 2,8              | 6,9            | 10,4            | 14,9            | 18            | 20,2          | 19,7           | 15,8          | 11,3            | 5,7              | 2,7             | 10,9       |
| Température maximale moyenne (°C)     | 4,8             | 6,8              | 11,9           | 16              | 20,4            | 23,7          | 26,1          | 25,8           | 21,4          | 15,8            | 9,2              | 5,5             | 15,7       |
| Record de froid (°C) date du record   | −22 19.01.1966  | −24,8 27.02.1986 | −16 01.03.1963 | −7,3 13.04.1986 | −3,1 01.05.1962 | 2,1 03.06.06  | 4 07.07.1962  | 3,2 29.08.1963 | −1 18.09.1971 | −7,6 31.10.1997 | −13,1 23.11.1998 | −19 28.12.1962  | −24,8 1986 |
| Record de chaleur (°C) date du record | 18,5 10.01.1991 | 22,7 24.02.21    | 27,3 31.03.21  | 29,7 21.04.18   | 34,7 25.05.09   | 38,6 30.06.19 | 38,7 04.07.15 | 40,9 13.08.03  | 33,7 15.09.20 | 30,7 07.10.09   | 24 07.11.15      | 20,3 16.12.1989 | 40,9 2003  |
| Ensoleillement (h)                    | 71,8            | 97               | 144,7          | 180,2           | 201,5           | 225,5         | 239,2         | 223,6          | 170,7         | 116,9           | 70,5             | 57,5            | 1 799      |
| Précipitations (mm)                   | 31,7            | 28,8             | 37,4           | 44,7            | 74,2            | 64,2          | 66,8          | 57             | 57,8          | 56,9            | 40,1             | 47,7            | 607,3      |

## Histoire
Première mention du village en 1187 sous le nom de Meieneim.

### L'âge du Bronze final
La civilisation des tumulus, qui a laissé de nombreuses traces au sud de Meyenheim, sur les communes de Réguisheim et d'Ensisheim, a laissé la place à la civilisation des champs d'urnes (de -1200 à -750). Une petite nécropole « champs d'urnes » a été découverte à Meyenheim au niveau de l'ancienne voie ferrée, à proximité de la rue de Munwiller et de la rue de la Corvée.
On y a déterré cinq urnes funéraires contenant les cendres des défunts ainsi que des objets servant d'offrandes ayant appartenu à ces derniers.

### Époque gallo-romaine
Différentes découvertes attestent de la présence d'un habitat gallo-romain sur la commune.

- Une canalisation romaine de trois à un cordon a été découverte lors de travaux de terrassement. Elle partirait de la rue de   la Gare au droit du château d'eau, longerait la rue des Artisans et prendrait la direction de l'église.

- Un puits gallo-romain a été découvert au niveau de la gravière Boog.

- La découverte de plusieurs pièces romaines.

- Un lingot de fer.

- La présence d'un sol romain, de fragments de tuiles ainsi que de quelques objets gallo-romains.

### Moyen Âge
- Au XIIe siècle, il se dresse à Meyenheim une motte féodale, un château fort et la tour de l'église.

- Au XIIIe siècle, Meyenheim est la propriété des Habsbourg et est le siège du tribunal du Landgraviat.

### Époque contemporaine
- En 1955, construction de la base aérienne 132 Colmar-Meyenheim.
- Dans les années 1990 et 2000, quelques lotissements ont été construits.

### Patrimoine historique
- Église Saints-Pierre-et-Paul de style roman. Le clocher roman à batière date du XIIe siècle. La nef a été construite entre 1802 et 1820. Détruite par un incendie en 1981, elle a été depuis reconstruite.
- Le presbytère, sis au 11 rue de l'Église, reconstruit en 1723, avec sa porte charretière datant de 1723.
- La statue de Saint Jean Népomucène (1906) située entre le pont au-dessus de l'Ill (Grand'rue) et la rue Rivage de l'Ill. Ce saint protégerait Meyenheim des inondations.
- Un vieux puits situé dans la rue du Schachen.
- Les vestiges de l'ancien moulin à eau dit « Obermühle », situé sur le canal des Douze Moulins, il a été construit en 1760 et détruit en 1912. Il subsiste actuellement les bâtiments d’exploitation et d'habitation ainsi que le colombier.
- Les vestiges de l'ancien moulin à eau dit « Untermühle », situé sur le canal des Douze Moulins, il a été construit en 1828 et détruit en 1912.
- L'oratoire dit « le Vieux Moulin » dédié à sainte Antoine.

### Héraldique
| Blason de Meyenheim | Les armes de Meyenheim se blasonnent ainsi : « D'argent à deux lions affrontés de gueules. » |

## Garnison
L'ancienne base aérienne 132 Colmar-Meyenheim construite au milieu des années 1950 se trouve à l'est de la commune. À la suite du départ de l'Armée de l'air, la base a été renommée quartier Colonel Dio le 1er juillet 2010 et accueille le régiment de marche du Tchad (RMT) ainsi que le détachement aérien de la gendarmerie (DAG) de Colmar.

## Politique et administration
| Période                                  | Période                   | Identité                                       | Étiquette | Qualité |
| ---------------------------------------- | ------------------------- | ---------------------------------------------- | --------- | --- |
| Les données manquantes sont à compléter. |                           |                                                |           | |
| 1790                                     | 1791                      | Pierre Perre                                   |           | Curé |
| 1791                                     | 1791                      | Riber                                          |           | |
| 1791                                     | 1792                      | Sébastien Kuentz                               |           | |
| 1792                                     | 1795                      | Pierre Rigel                                   |           | |
| 1795                                     | 1795                      | Riber                                          |           | |
| 1795                                     | 1797                      | Joseph Romann                                  |           | |
| 1797                                     | 1797                      | Jean Keller                                    |           | |
| 1797                                     | 1798                      | Georges Knoll le vieux                         |           | |
| 1798                                     | 1799                      | Pierre Kuentz                                  |           | |
| 1799                                     | 1800                      | Joseph Wolfhart                                |           | |
| 1800                                     | 1807                      | Richard Pfulb                                  |           | Aubergiste, maître de poste |
| 1807                                     | 1813                      | Jean Geiller                                   |           | Cultivateur |
| 1813                                     | 1819                      | Richard Pfulb                                  |           | Aubergiste, maître de poste |
| 1819                                     | 1830                      | Jean Riber                                     |           | Cultivateur |
| 1830                                     | 1833                      | Jean Keller                                    |           | Propriétaire |
| 1833                                     | 1846                      | Sébastien Scherrer                             |           | Ancien postillon |
| juillet 1846                             | juillet 1848              | Auguste Amédée Stanislas Delaville             |           | Ancien maréchal des logis-chef Maître de poste à Ensisheim Conseiller général d'Ensisheim (1833 → 1836 et 1845 → 1852) Chevalier de la Légion d'honneur |
| 1848                                     | 1850                      | François Joseph Weiss                          |           | |
| 1850                                     | 1858                      | Étienne Kuentz                                 |           | Cultivateur |
| 1858                                     | 1876                      | Sébastien Riber                                |           | Fils de Jean Riber, maire de 1819 à 1830 |
| 1876                                     | 1891                      | Charles Biehler                                |           | |
| 1891                                     | 1896                      | Benjamin Riegel                                |           | |
| 1896                                     | 1899                      | Alphonse Schneiderlin                          |           | |
| 1899                                     | 1916                      | Antoine Kuentz                                 |           | |
| 1916                                     | 1919                      | Xavier Adam                                    |           | Adjoint faisant fonction de maire |
| 1919                                     | 1925                      | Xavier Adam                                    |           | |
| 1925                                     | 1929                      | Joseph Spinhirny                               |           | Boulanger |
| 1929                                     | 1935                      | Alphonse Boog                                  |           | |
| 1935                                     |                           | Victor Boog                                    |           | |
| 1945                                     | 1945                      | Joseph Benoin                                  |           | |
| 1945                                     | 1969                      | Étienne Kuentz                                 |           | |
| 1969                                     | mars 1977                 | Charles Weiss                                  |           | |
| mars 1977                                | mars 2001                 | Gérard Wolf                                    |           | Maire honoraire |
| mars 2001                                | En cours (au 31 mai 2020) | Françoise Boog Réélue pour le mandat 2020-2026 | UMP-LR    | Secrétaire médicale Sénatrice du Haut-Rhin (2013 → 2014) Conseillère régionale du Grand Est (2015 → 2021) Vice-présidente de la CC du Centre Haut-Rhin  |

## Démographie
L'évolution du nombre d'habitants est connue à travers les recensements de la population effectués dans la commune depuis 1793. Pour les communes de moins de 10 000 habitants, une enquête de recensement portant sur toute la population est réalisée tous les cinq ans, les populations de référence des années intermédiaires étant quant à elles estimées par interpolation ou extrapolation. Pour la commune, le premier recensement exhaustif entrant dans le cadre du nouveau dispositif a été réalisé en 2005.

En 2022, la commune comptait 2 017 habitants, en évolution de +37,68 % par rapport à 2016 (Haut-Rhin : +0,66 %, France hors Mayotte : +2,11 %).
| 1793 | 1800 | 1806 | 1821 | 1831 | 1836 | 1841 | 1846 | 1851 |
| ---- | ---- | ---- | ---- | ---- | ---- | ---- | ---- | ---- |
| 440  | 485  | 518  | 691  | 757  | 781  | 832  | 810  | 774  |

| 1856 | 1861 | 1866 | 1871 | 1875 | 1880 | 1885 | 1890 | 1895 |
| ---- | ---- | ---- | ---- | ---- | ---- | ---- | ---- | ---- |
| 721  | 673  | 716  | 712  | 649  | 712  | 651  | 653  | 646  |

| 1900 | 1905 | 1910 | 1921 | 1926 | 1931 | 1936 | 1946 | 1954 |
| ---- | ---- | ---- | ---- | ---- | ---- | ---- | ---- | ---- |
| 622  | 638  | 591  | 611  | 580  | 577  | 607  | 600  | 636  |

| 1962  | 1968  | 1975  | 1982  | 1990 | 1999 | 2005  | 2006  | 2010  |
| ----- | ----- | ----- | ----- | ---- | ---- | ----- | ----- | ----- |
| 1 272 | 1 080 | 1 041 | 1 003 | 884  | 957  | 1 171 | 1 188 | 1 243 |

| 2015  | 2020  | 2022  | - | - | - | - | - | - |
| ----- | ----- | ----- | - | - | - | - | - | - |
| 1 455 | 2 005 | 2 017 | - | - | - | - | - | - |

## Économie
Meyenheim, en dehors de la base aérienne, a essentiellement une vocation résidentielle. Toutefois elle dispose de commerces de proximité sédentaires et ambulants, mais les achats spécifiques se font dans les zones commerciales de la périphérie mulhousienne, zones dites d'Île Napoléon ou Pôle 430.
En situation de quasi plein emploi (2,3 % de chômeurs en 1999), les bonnes statistiques de la commune sont à relativiser du fait de la forte influence de la présence militaire sur la structure et l'évolution de la population active.
Les actifs travaillent pour plus de la moitié d'entre eux à l'extérieur de la commune, essentiellement vers les pôles d'emploi de Mulhouse et de Bâle, et une minorité vers Colmar. 11 % des actifs sont des travailleurs frontaliers (aussi bien vers la Suisse que vers l'Allemagne). Quant à l'emploi offert sur le territoire communal, il est le fait principalement de la base aérienne dont les recrutements ont progressé de près de 50 % entre 1990 et 1999.
Le secteur privé est composé d'entreprises artisanales de petite taille dont l'effectif ne dépasse pas les 20 salariés. Le nombre d'entreprises agricoles est stable depuis 20 ans contrairement à la tendance observée au niveau départemental.
Au mois de septembre 2016 ont débuté les travaux pour la création de la zone artisanale de Meyenheim baptisée « No man's Land » à la suite de la décision prise à la quasi-unanimité lors du conseil municipal du lundi 21 novembre 2016 et ceci pour une raison très simple, la non présence de la fibre optique devrait décourager les éventuels candidats de s'installer ici.

## Lieux et monuments
- Église Saints-Pierre-et-Paul de Meyenheim
- Ancienne Base aérienne 132 Colmar-Meyenheim, actuel Quartier Dio, qui abrite aujourd'hui le Régiment de Marche du Tchad (RMT).
- Le château d'eau, situé à l'entrée ouest de la commune, alimente en eau potable Meyenheim et Munwiller. Il a été construit en 1958. L'eau stockée dans le réservoir provient de captages situés dans la partie sud de la forêt de Merxheim, à proximité du ruisseau dit « Waldbach ». Le sommet du réservoir comporte des antennes relais.

## Les écoles
La commune possède trois écoles :
- l'école maternelle ;
- l'école primaire ;
- l'école primaire dite « École bleue »

## Galerie de photos

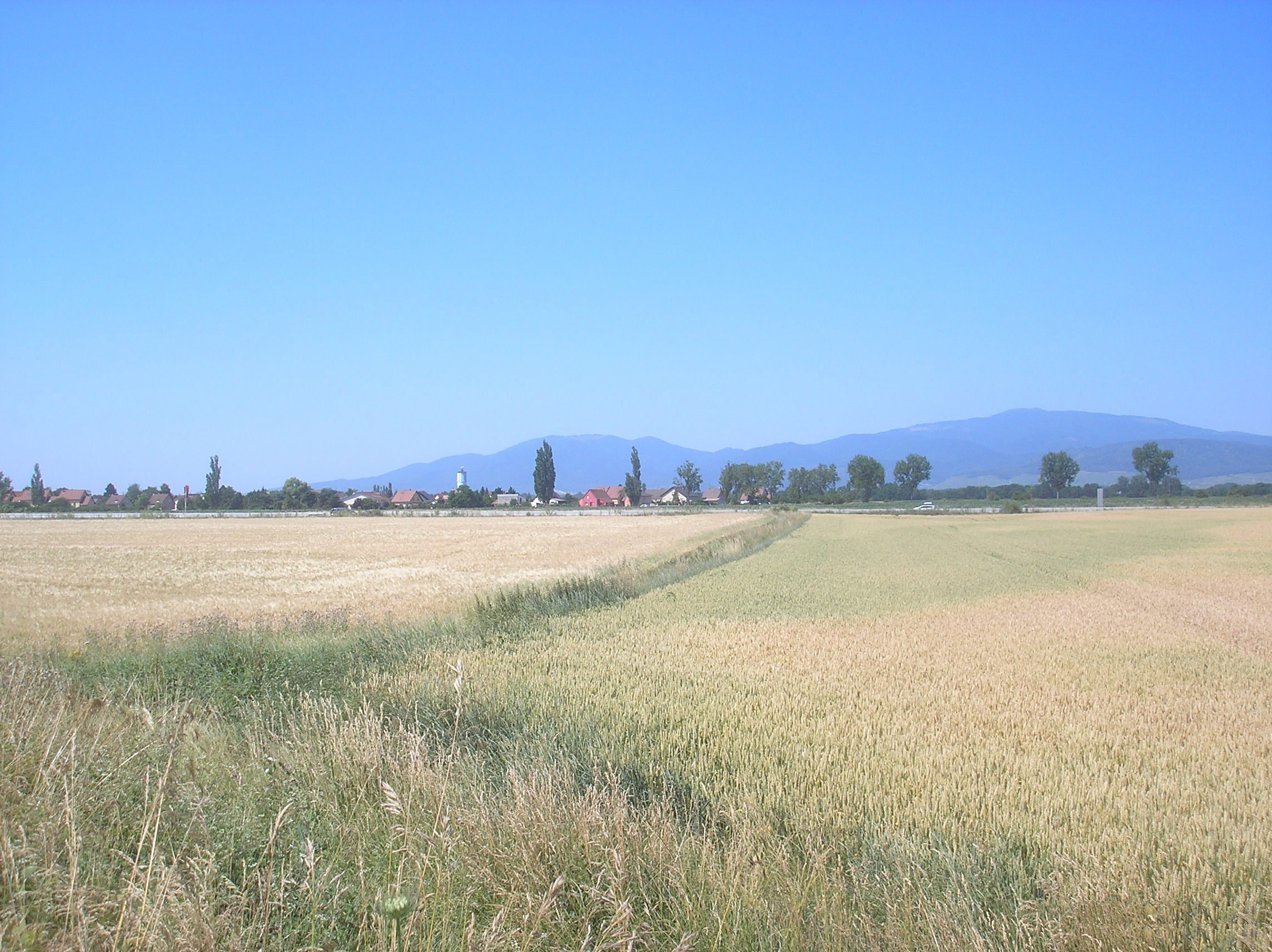
Vue sur le village et les Vosges.
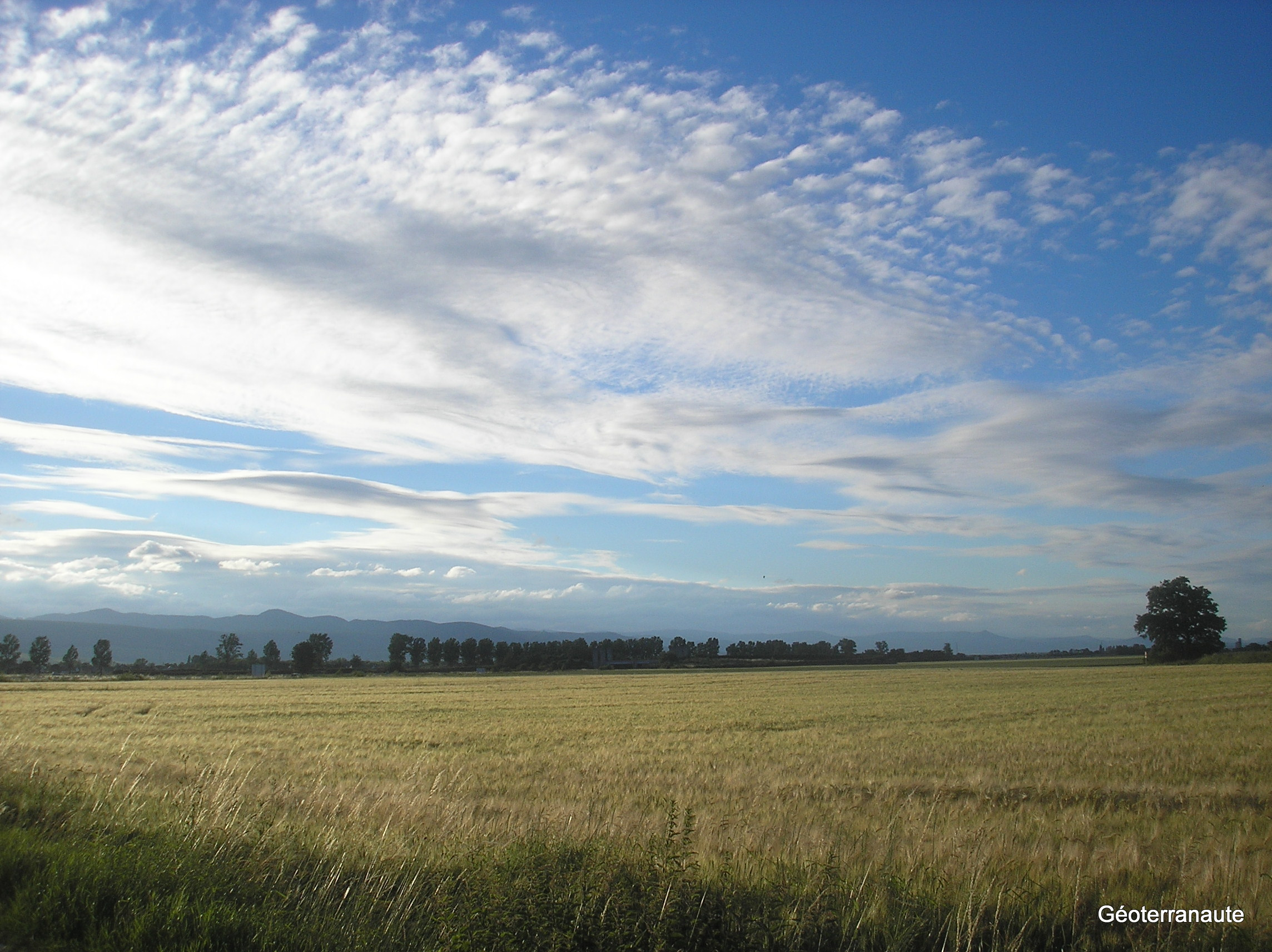
Trous de foehn au-dessus de Meyenheim.
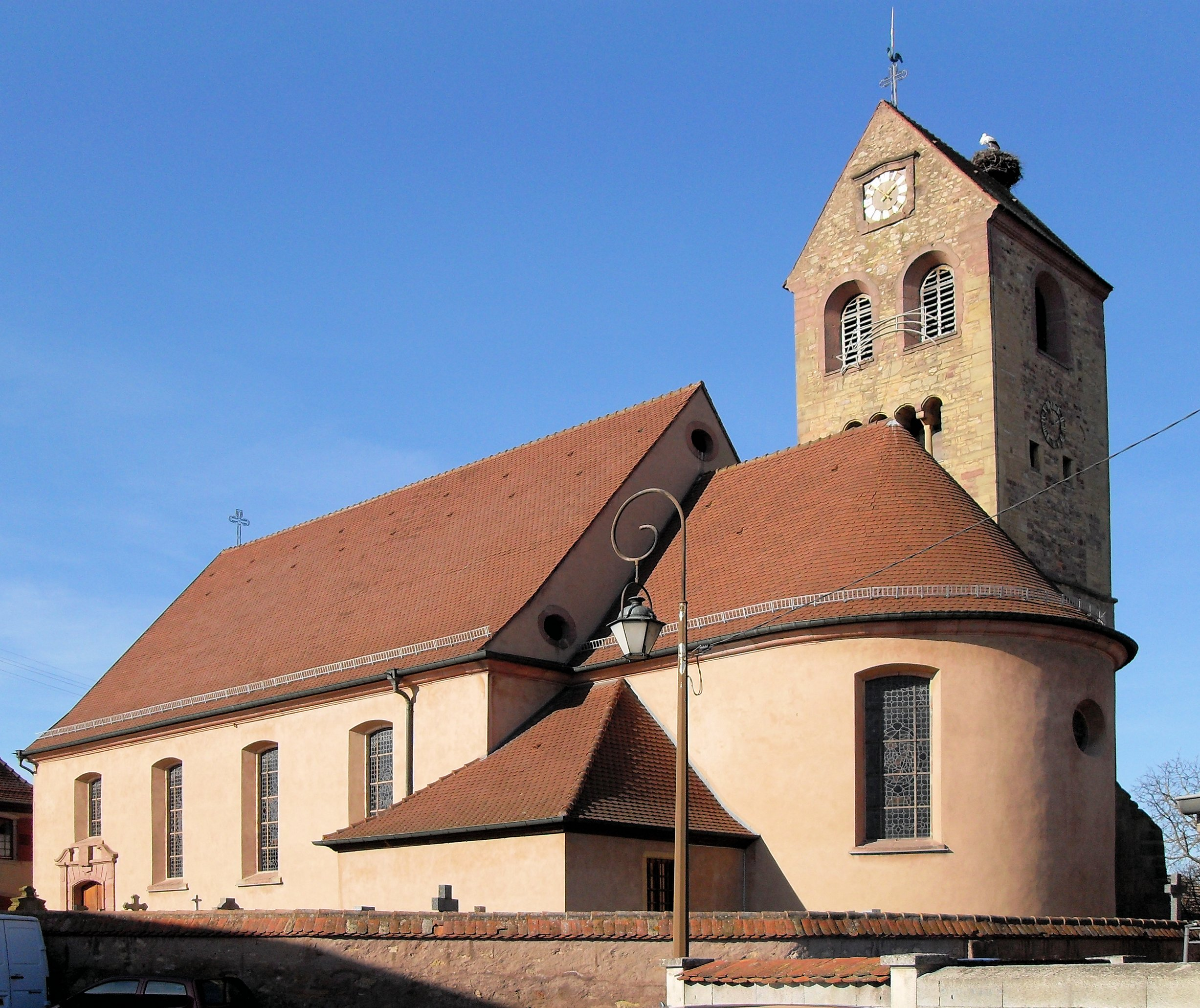
L'église Saints-Pierre-et-Paul.
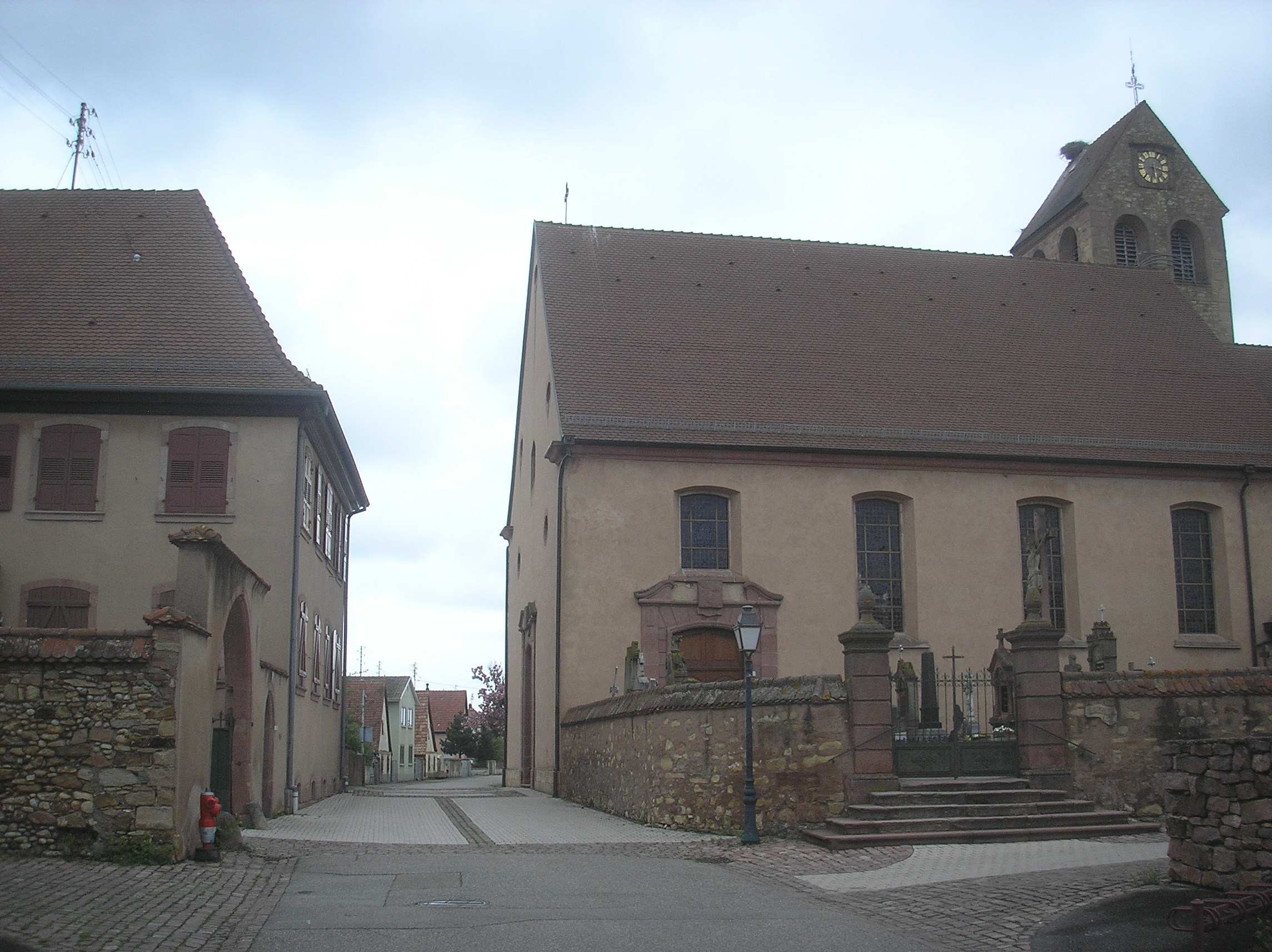
Le presbytère et l'église.
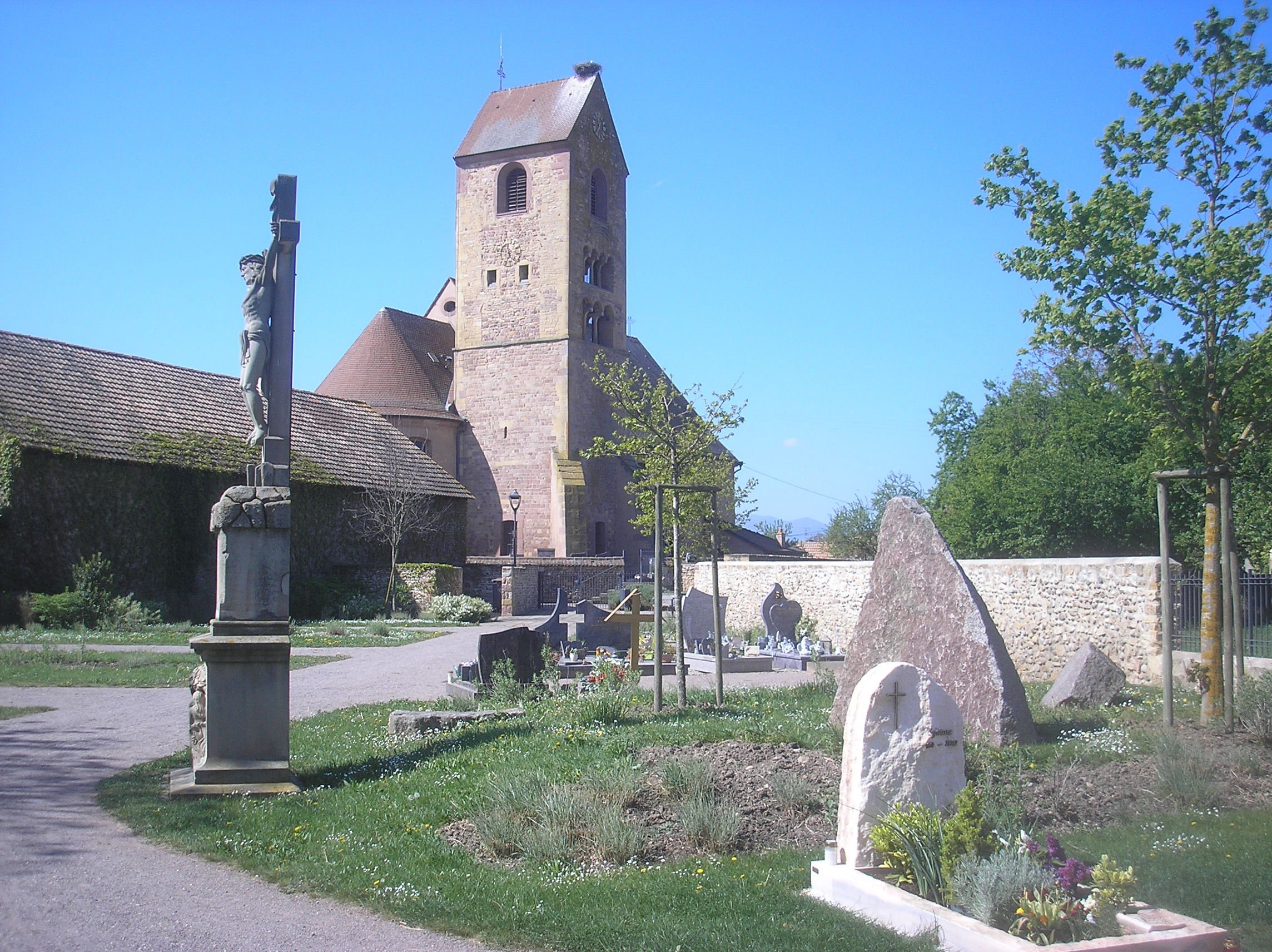
Le cimetière et l'église.
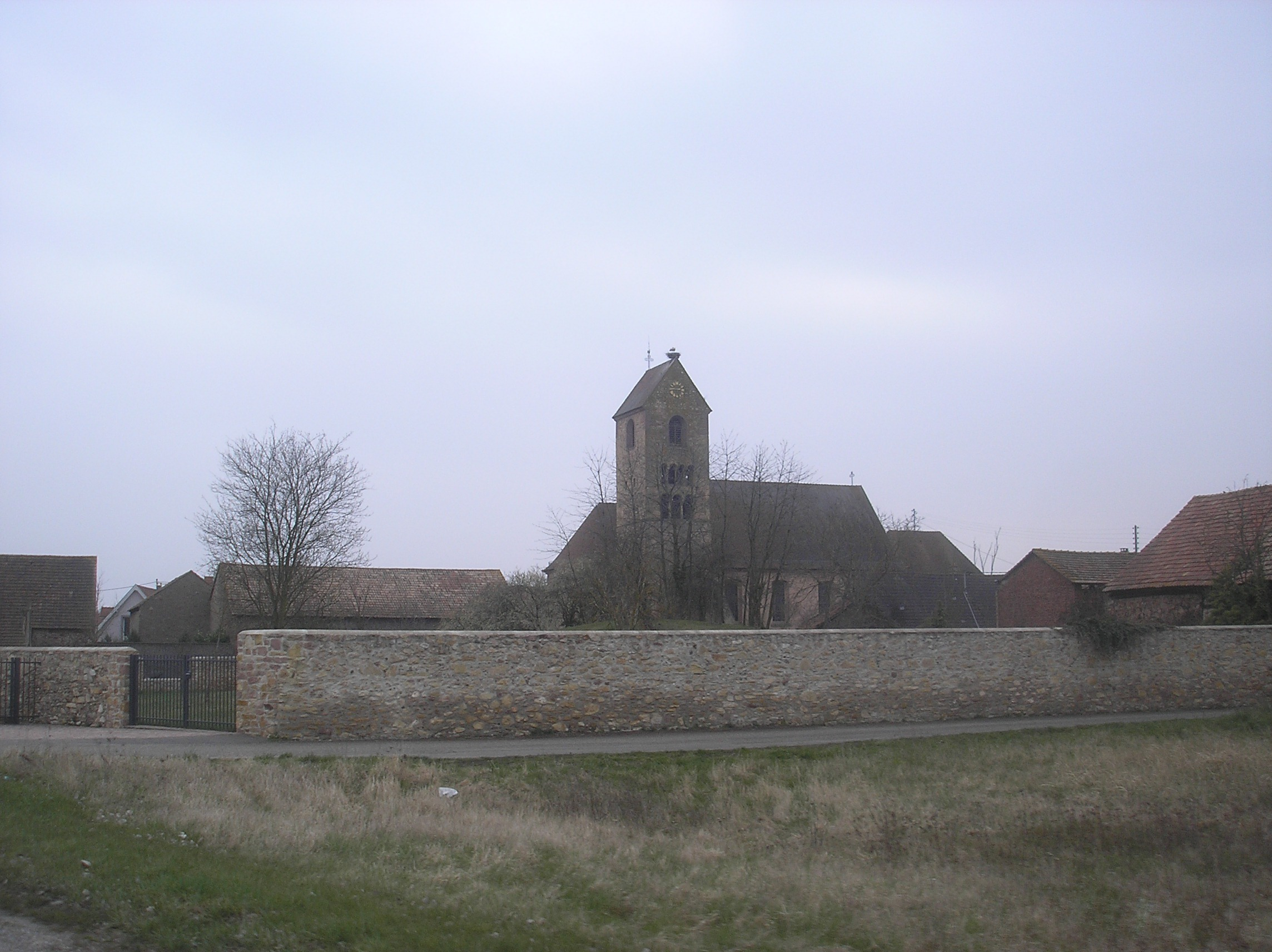
L'église.
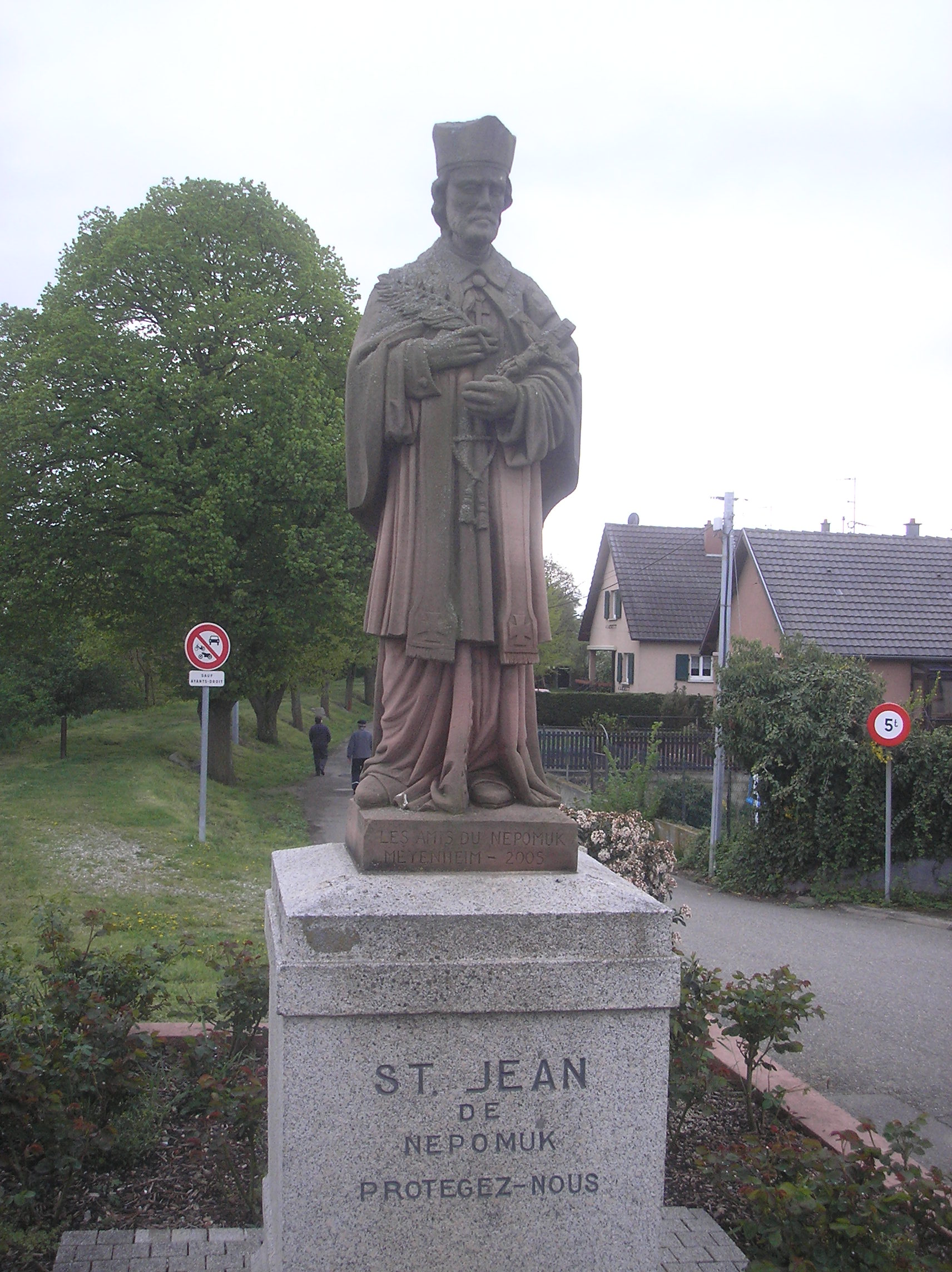
La statue de Nepumuk.
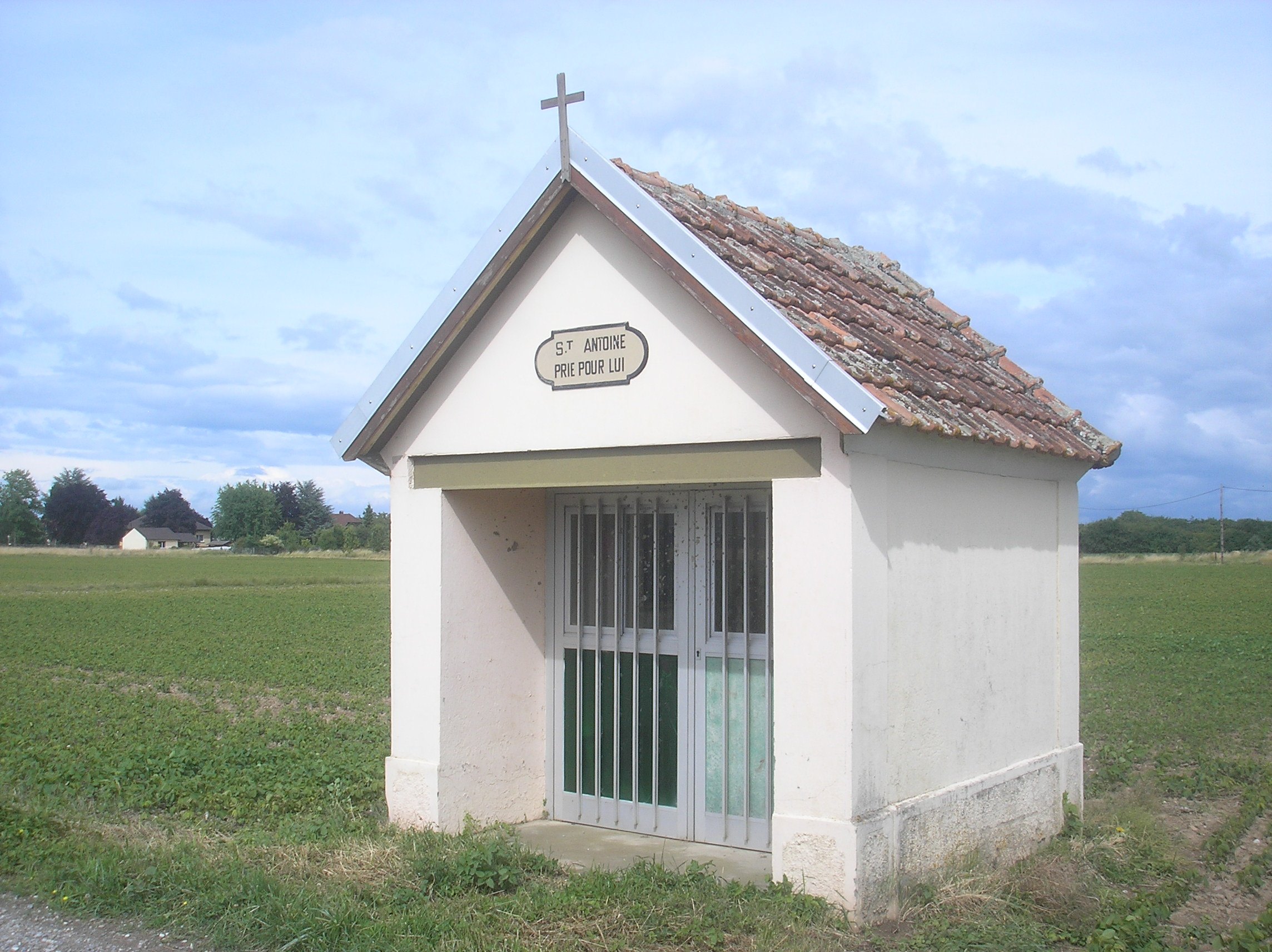
L'oratoire Saint-Antoine.
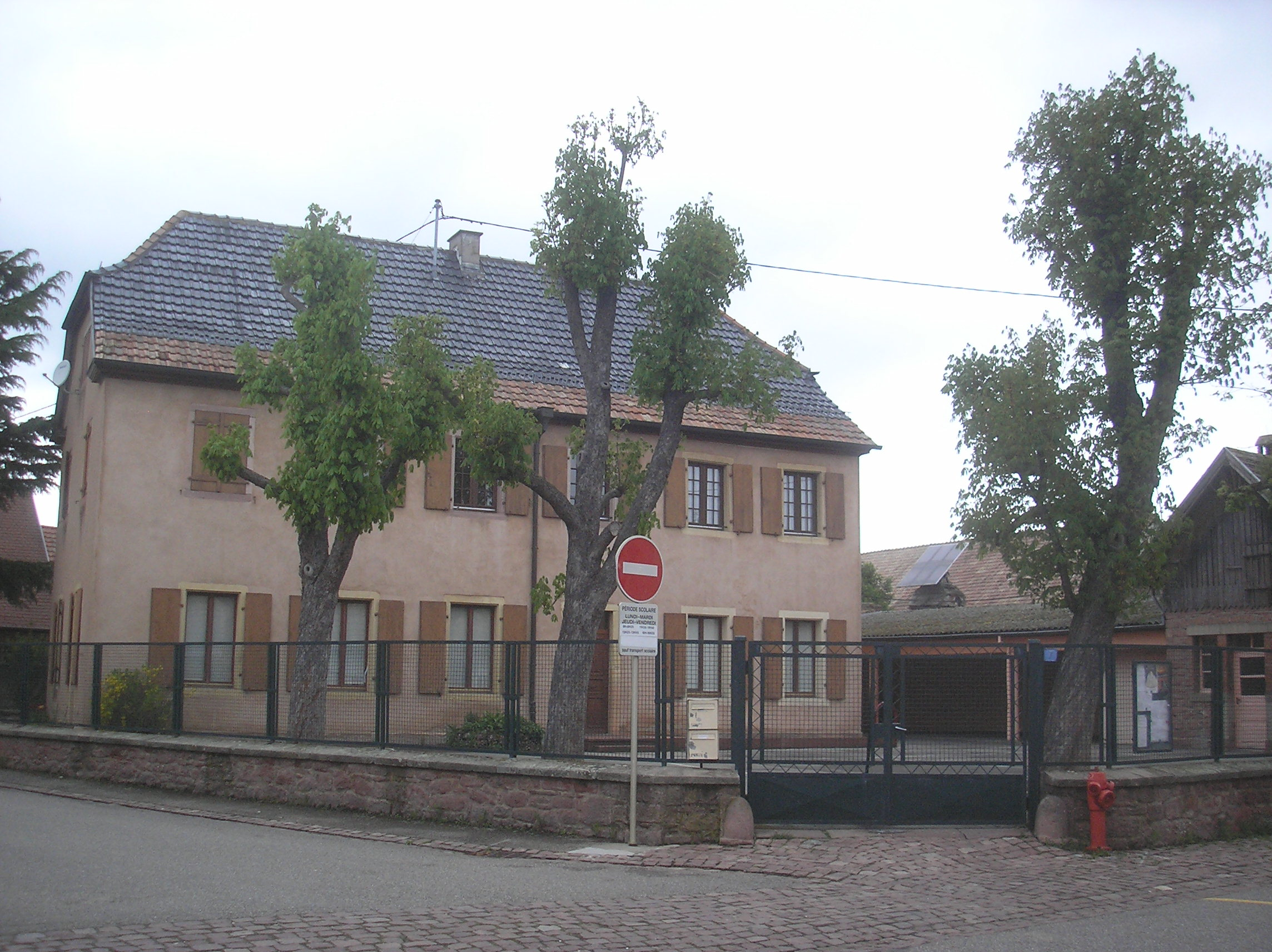
L'école primaire.
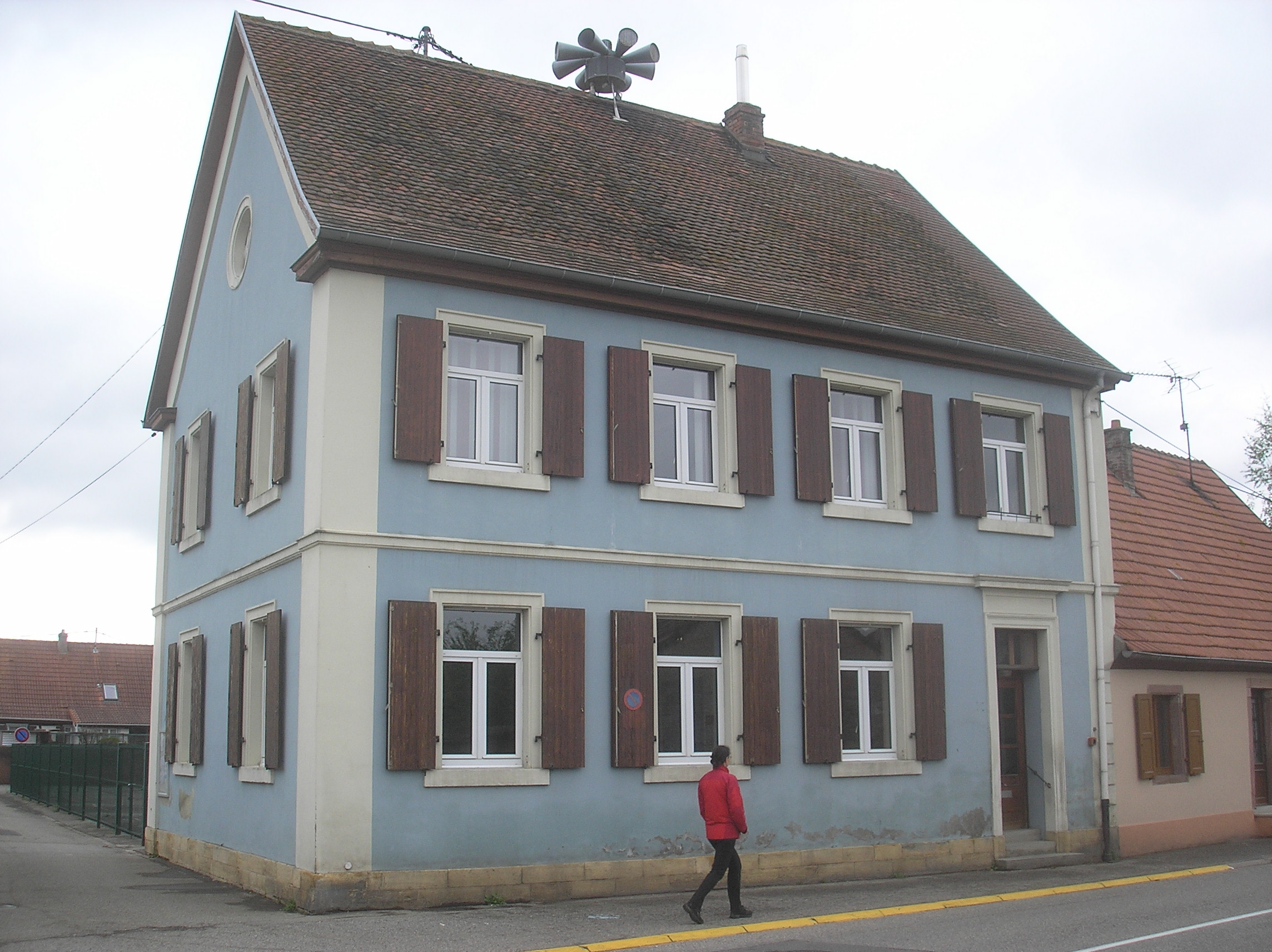
L'école primaire dite « École bleue ».
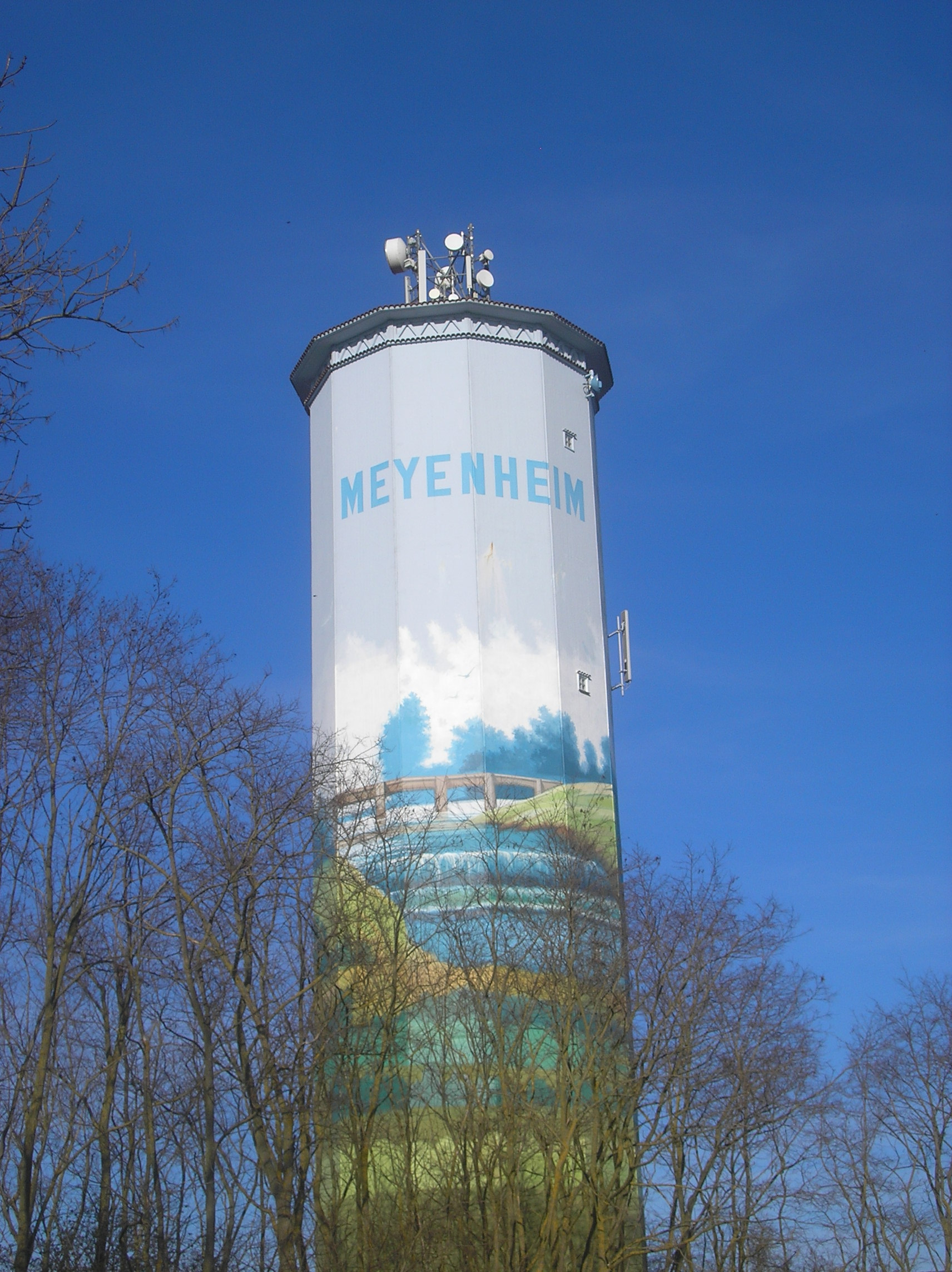
Le château d'eau.
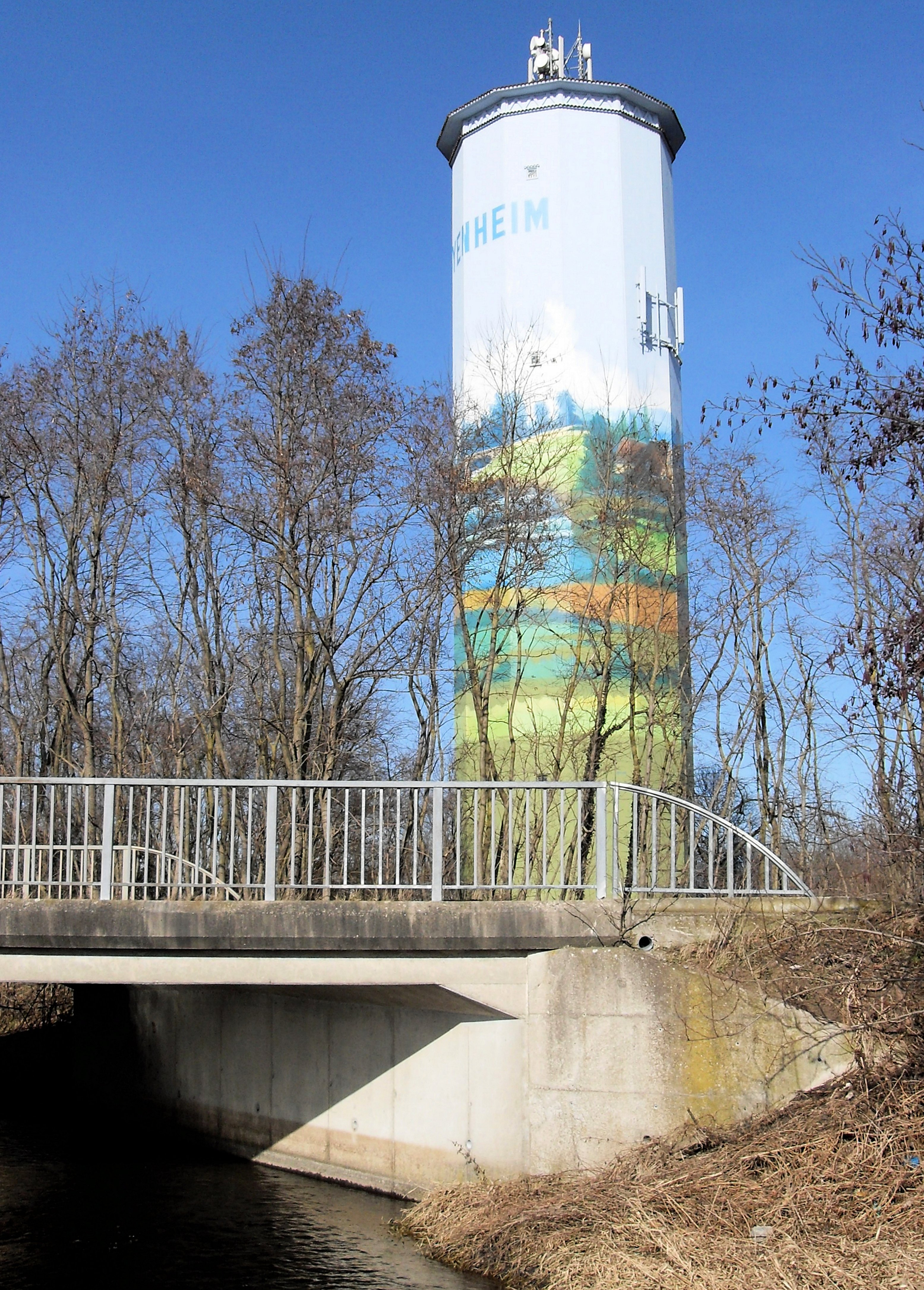
Le château d'eau.
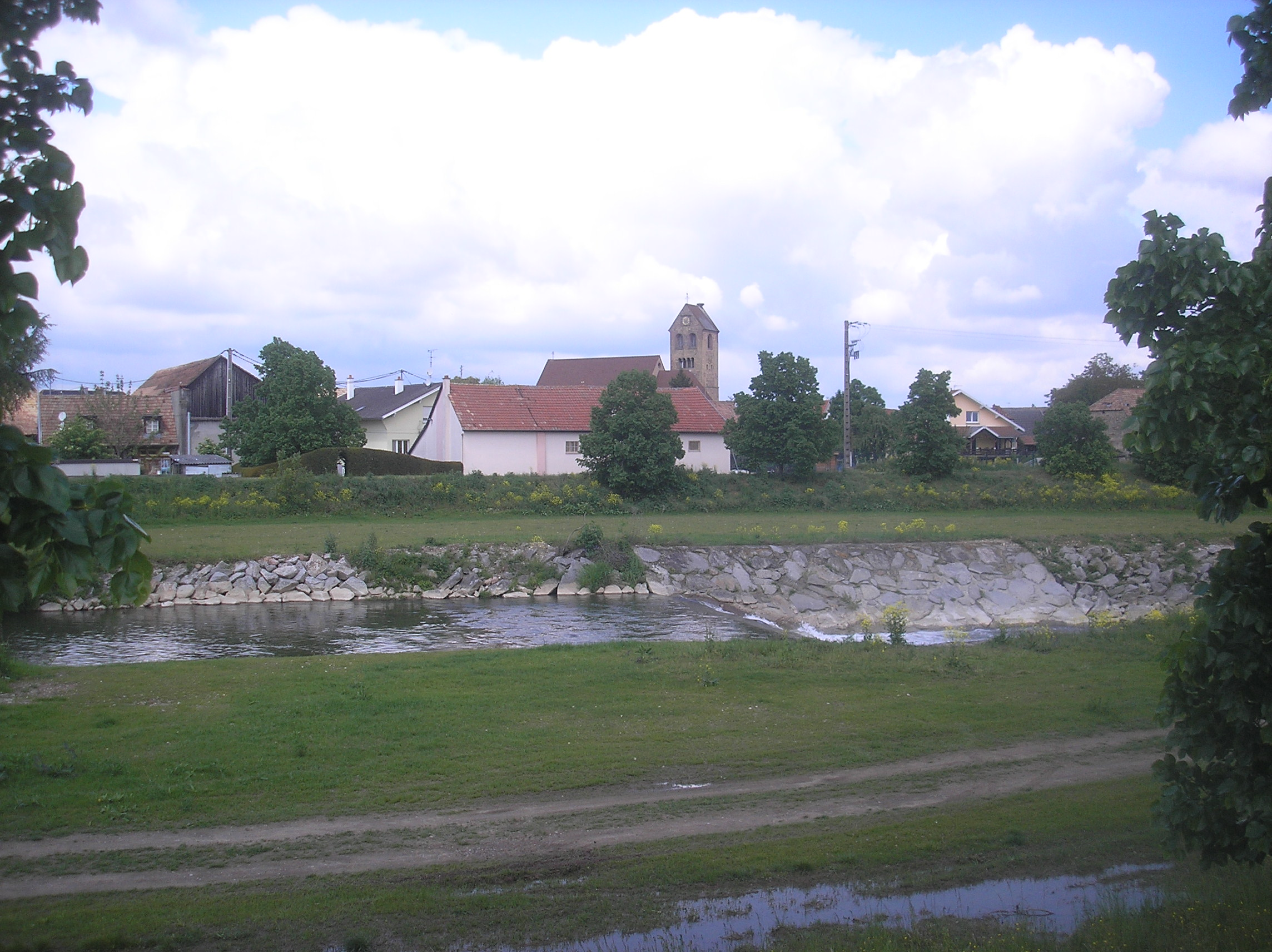
Vue sur Meyenheim et sur l'Ill.
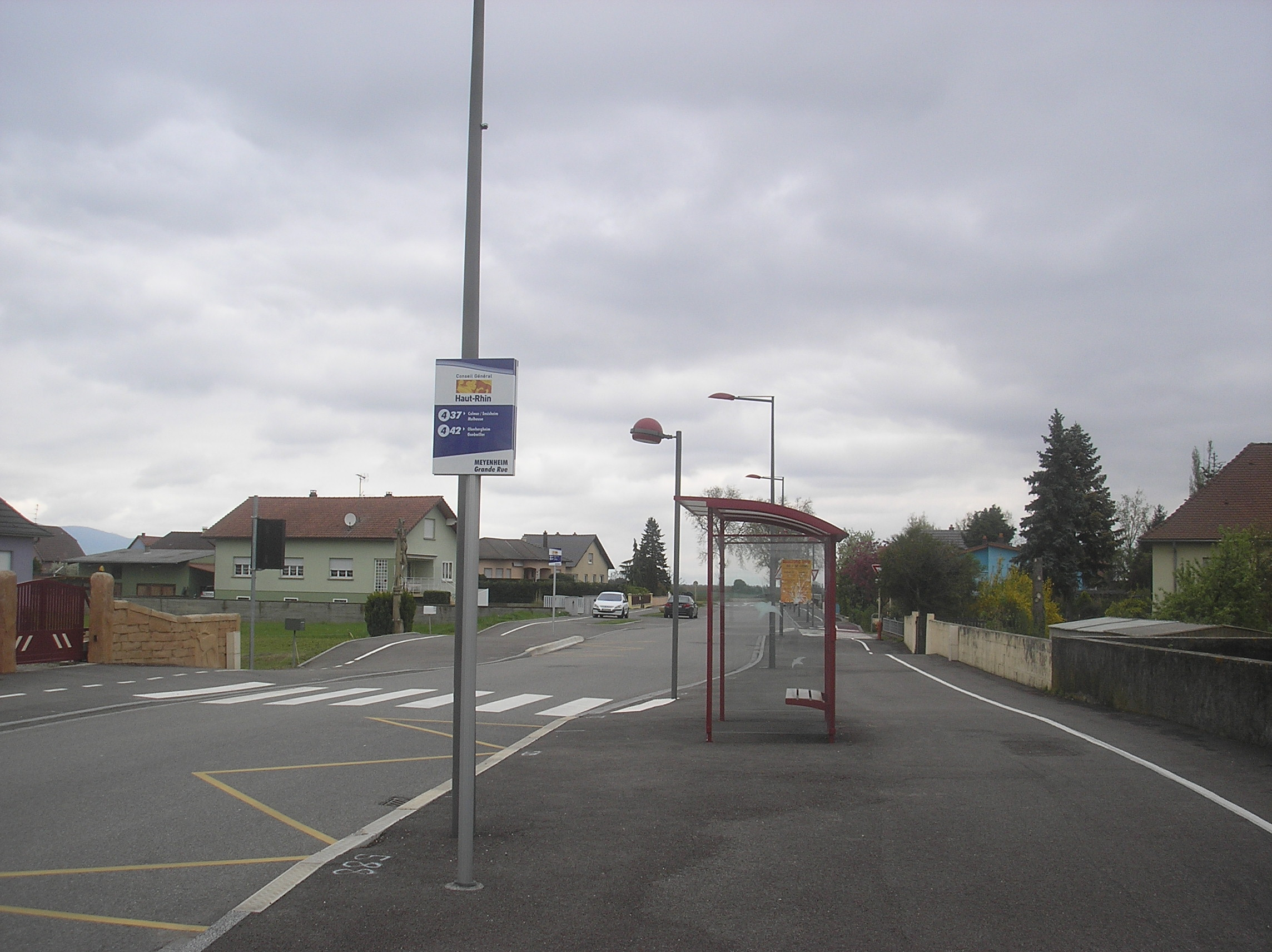
La sortie nord du village avec arrêt de bus.

## Associations
- Le FC Meyenheim, le club local de la commune joue actuellement en R3.
- Musique : La Société de musique "Fraternité"[29], association créée en 1921, organise des évènements et activités musicales tout au long de l’année, dont le concert bisannuel Music'Illfest.
- Depuis mai 2017, une nouvelle association d'anonyme à but non lucratif a vu le jour à Meyenheim. Appelée la « BSRM », ce qui signifie « Brigade de Surveillance de Réguisheim et Meyenheim », elle regroupe des bénévoles qui veillent à la sûreté des citoyens et de l'environnement du village. Ils patrouillent principalement la nuit. Le journal local du village le Nepomuk's Blattla, édité une fois par trimestre, en fait mention dans son bulletin du mois d'août 2017.